# Championnat des Amériques féminin de basket-ball 2007
Navigation
Édition précédente Édition suivante
Le Championnat des Amériques de basket-ball féminin 2007, ou Tournoi des Amériques 2007, s'est déroulé du 26 au 30 septembre 2007 à Valdivia au Chili.

## Compétition

### Premier tour

#### Groupe A
| Groupe A |           |     |   |   |     |     |      |
|          | Équipe    | Pts | G | P | PP  | PC  | Diff |
| 1        | Brésil    | 6   | 3 | 0 | 295 | 166 | +129 |
| 2        | Argentine | 5   | 2 | 1 | 218 | 187 | +31  |
| 3        | Chili     | 4   | 1 | 3 | 208 | 224 | -16  |
| 4        | Mexique   | 3   | 3 | 3 | 150 | 219 | -144 |

| 26 septembre | Brésil    | 72  | 62      | Argentine |  |
| 26 septembre | Chili     | 85  | 54      | Mexique   |  |
| 27 septembre | Chili     | 60  | 104     | Brésil    |  |
| 27 septembre | Mexique   | 52  | 90      | Argentine |  |
| 28 septembre | Brésil    | 119 | 44      | Mexique   |  |
| 28 septembre | Argentine | 66  | 63 (ap) | Chili     |  |

#### Groupe B
| Groupe B |            |     |   |   |     |     |      |
|          | Équipe     | Pts | G | P | PP  | PC  | Diff |
| 1        | États-Unis | 6   | 3 | 0 | 285 | 163 | +122 |
| 2        | Cuba       | 5   | 2 | 1 | 230 | 199 | +31  |
| 3        | Canada     | 4   | 1 | 2 | 157 | 207 | -50  |
| 4        | Jamaïque   | 3   | 0 | 3 | 156 | 259 | -103 |

| 26 septembre | Canada     | 68 | 47  | Jamaïque   |  |
| 26 septembre | États-Unis | 85 | 79  | Cuba       |  |
| 27 septembre | Jamaïque   | 47 | 115 | États-Unis |  |
| 27 septembre | Cuba       | 75 | 52  | Canada     |  |
| 28 septembre | Cuba       | 76 | 62  | Jamaïque   |  |
| 28 septembre | États-Unis | 85 | 75  | Canada     |  |

Légende : Pts : nombre de points (la victoire vaut 2 points, la défaite 1), G : nombre de matches gagnés, P : nombre de matches perdus, PP : nombre de points marqués, PC : nombre de points encaissés, Diff. : différence de points, en vert les équipes qualifiées.

### Phase finale

#### Tableau principal
|  | Demi-finales | Demi-finales |                        |     | Finale       | Finale       |
|  | Demi-finales | Demi-finales |                        |     | Finale       | Finale       |
|  |              |              |                        |     |              |              |
|  | 29 septembre | 29 septembre |                        |     | 30 septembre | 30 septembre |
|  | 29 septembre | 29 septembre |                        |     | 30 septembre | 30 septembre |
|  | États-Unis   | 104          |                        |     | 30 septembre | 30 septembre |
|  | États-Unis   | 104          |                        |     | 30 septembre | 30 septembre |
|  | Argentine    | 53           |                        |     | 30 septembre | 30 septembre |
|  | Argentine    | 53           | États-Unis             | 101 |              |              |
|  | 29 septembre |              | États-Unis             | 101 |              |              |
|  |              | Cuba         | 71                     |     |              |              |
|  | Brésil       | Cuba         | 71                     | 67  |              |              |
|  | Brésil       |              |                        | 67  |              |              |
|  | Cuba         | 69           |                        |     |              |              |
|  | Cuba         | 69           | Match pour la 3e place |     |              |              |
|  |              |              |                        |     |              |              |
|  | 30 septembre |              |                        |     |              |              |
|  |              |              |                        |     |              |              |
|  | Argentine    | 41           |                        |     |              |              |
|  | Argentine    | 41           |                        |     |              |              |
|  | Brésil       | 73           |                        |     |              |              |
|  | Brésil       | 73           |                        |     |              |              |

#### Tableau de classement
|  | Demi-finales | Demi-finales |                        |    | Finale | Finale |
|  | Demi-finales | Demi-finales |                        |    | Finale | Finale |
|  |              |              |                        |    |        |        |
|  |              |              |                        |    |        |        |
|  |              |              |                        |    |        |        |
|  | Canada       | 77           |                        |    |        |        |
|  | Canada       | 77           |                        |    |        |        |
|  | Mexique      | 38           |                        |    |        |        |
|  | Mexique      | 38           | Canada                 | 86 |        |        |
|  |              |              | Canada                 | 86 |        |        |
|  |              | Chili        | 68                     |    |        |        |
|  | Chili        | Chili        | 68                     | 75 |        |        |
|  | Chili        |              |                        | 75 |        |        |
|  | Jamaïque     | 67           |                        |    |        |        |
|  | Jamaïque     | 67           | Match pour la 3e place |    |        |        |
|  |              |              |                        |    |        |        |
|  |              |              |                        |    |        |        |
|  |              |              |                        |    |        |        |
|  | Mexique      | 62           |                        |    |        |        |
|  | Mexique      | 62           |                        |    |        |        |
|  | Jamaïque     | 55           |                        |    |        |        |
|  | Jamaïque     | 55           |                        |    |        |        |

## Classement final
| Place                 | Équipe     | Vict.-Déf. |           |
| Vainqueur             | Vainqueur  | Vainqueur  | Vainqueur |
| --------------------- | ---------- | ---------- | --------- |
| 1                     | États-Unis | 5-0        |           |
| Échec en finale       |            |            |           |
| 2                     | Cuba       | 4-1        |           |
| Échec en demi-finales |            |            |           |
| 3                     | Brésil     | 3-2        |           |
| 4                     | Argentine  | 2-3        |           |
| Échec au 1er tour     |            |            |           |
| 5                     | Canada     | 3-2        |           |
| 6                     | Chili      | 2-3        |           |
| 7                     | Mexique    | 1-4        |           |
| 8                     | Jamaïque   | 0-5        |           |